# Doom II
Doom II: Hell on Earth je 3D akční first-person počítačová hra. Vydala ji 30. září 1994 firma id Software. Je následníkem hry Doom, která vyšla o rok dříve. Děj hry volně pokračuje ve hrách Final Doom z roku 1996 a Doom 64 z roku 1997.

## Příběh
Příběh hry navazuje na předchozí hru Doom. Mariňák, který zlikvidoval zplozence z pekla na Phobosu a Deimosu, se vrátil na Zemi. Zde zjistil, že ta byla také napadena stejným způsobem. Celkem se musí probít 32 úrovněmi (z toho je 30 hlavních a 2 tajné, přístupné pouze přes tajnou místnost).
Démoni už pozabíjeli miliony lidí a zbývající populace se snaží utéct ze Země přes kosmodrom, jediné místo záchrany. Mariňák se musí probít démony až do kosmodromu přes celé město, což samozřejmě zvládne. Avšak zde narazí na další problém – kolem kosmodromu je silové pole, které zamezuje vzlet lodí. Proto je nucen se probít skrze celý kosmodrom, kde na konci nalézá spínač. Aktivuje ho a vypne silové pole, čímž umožní zbývající populaci evakuaci na orbit Země.
Mariňák tak zůstane jako poslední člověk na Zemi. S pocitem hrdinství za záchranu lidstva, si sedne na zem a čeká na smrt, ovšem přijde mu zpráva z vesmírné lodi. Skenery lokalizovaly zdroj pekelné invaze, který je v nedalekém domovském městě mariňáka. Mariňák se tam vydá, aby se pokusil zablokovat vstup. Opět je nucen se probít celou oblastí. U portálu zjistí, že není možné ho zablokovat z této strany a rozhodne se jím projít do pekla. Tam narazí na největšího démona jakého kdy viděl, démona Icon of Sin. Tohoto obřího démona porazí. Jeho smrt způsobí zkázu celému peklu, a portál se uzavře. Mariňák úspěšně zachránil Zemi. Lidstvo začne s její přestavbou a mariňák, jehož čeká dlouhá cesta domů, začne uvažovat o tom, kam po smrti půjdou zlí lidé, když už peklo neexistuje.
V příběhovém rozšíření z roku 2010, nazvaném No Rest for the Living (česky „Žádný odpočinek pro živé“) pokračuje příběh poté, co byly pekelné síly na Zemi (zdánlivě) poraženy. Mariňák musí odcestovat do miniaturní pekelné dimenze a zabít Cyberdémona, který si zde buduje vojsko démonů pro vlastní užití. Mariňák nakonec opět prokáže své skvělé schopnosti a tuto hrozbu zlikviduje.

## Úrovně (anglicky)
| Název úrovně                                  | Designér úrovně               | Hudba                      |
| --------------------------------------------- | ----------------------------- | -------------------------- |
| MAP01: Entryway                               | Sandy Petersen                | Running from Evil          |
| MAP02: Underhalls                             | American McGee                | The Healer Stalks          |
| MAP03: The Gantlet                            | American McGee                | Countdown to Death         |
| MAP04: The Focus                              | American McGee                | Between Levels             |
| MAP05: The Waste Tunnels                      | American McGee                | DOOM                       |
| MAP06: The Crusher                            | American McGee                | In the Dark                |
| MAP07: Dead Simple                            | American McGee/Sandy Petersen | Shawn's got the Shotgun    |
| MAP08: Tricks and Traps                       | Sandy Petersen                | The Dave D. Taylor Blues   |
| MAP09: The Pit                                | Sandy Petersen                | Into Sandy's City          |
| MAP10: Refueling Base                         | Sandy Petersen/Tom Hall       | The Demon's Dead           |
| MAP11: Circle of Death/The 'O' of Destruction | John Romero                   | The Healer Stalks          |
| MAP12: The Factory                            | Sandy Petersen                | In the Dark                |
| MAP13: Downtown                               | Sandy Petersen                | DOOM                       |
| MAP14: The Inmost Dens                        | Sandy Petersen                | The Dave D. Taylor Blues   |
| MAP15: Industrial Zone                        | John Romero                   | Running from Evil          |
| MAP16: Suburbs                                | Sandy Petersen                | The Demon's Dead           |
| MAP17: Tenements                              | John Romero                   | The Healer Stalks          |
| MAP18: The Courtyard                          | Sandy Petersen                | Waiting for Romero to Play |
| MAP19: The Citadel                            | Sandy Petersen                | Shawn's got the Shotgun    |
| MAP20: Gotcha!                                | John Romero                   | Message for the Archvile   |
| MAP21: Nirvana                                | Sandy Petersen                | Countdown to Death         |
| MAP22: The Catacombs                          | Sandy Petersen                | The Dave D. Taylor Blues   |
| MAP23: Barrels o' Fun                         | Sandy Petersen                | Bye Bye American Pie       |
| MAP24: The Chasm                              | Sandy Petersen                | In the Dark                |
| MAP25: Bloodfalls                             | Shawn Green                   | Adrian's Asleep            |
| MAP26: The Abandoned Mines                    | John Romero                   | Message for the Archvile   |
| MAP27: Monster Condo                          | Sandy Petersen                | Waiting for Romero to Play |
| MAP28: The Spirit World                       | Sandy Petersen                | Getting Too Tense          |
| MAP29: The Living End                         | John Romero                   | Shawn's got the Shotgun    |
| MAP30: Icon of Sin                            | Sandy Petersen                | Opening to Hell            |
| MAP31: Wolfenstein                            | Sandy Petersen                | Evil Incarnate             |
| MAP32: Grosse                                 | Sandy Petersen                | The Ultimate Conquest      |

## Neoficiální úrovně
V březnu 2022 vydal John Romero novou úroveň „One Humanity“, což byla jeho první úroveň od vydání hry v roce 1994. Úroveň se prodávala za 5 € s tím, že veškerý výtěžek půjde na podporu postiženým probíhající válkou na Ukrajině.

## Nepřátelé
Ve hře se vyskytují tito nepřátelé, jsou jimi ti samí, kteří se vyskytli ve hře Doom, jsou jimi Zombieman, Shotgun Guy, Imp, Demon, Spectre (není v ukázkách na konci hry), Lost Soul, Cacodemon, Baron of Hell, Cyberdemon a Spider Mastermind, ostatní jsou ale nově přidáni, jsou jimi:
- Heavy Weapon Dude – Taktéž člověk. Je mohutný, plešatý, má rudé oči, zkrvavenou pusu a červené oblečení. Používá rotační kulomet.
- Arachnotron – Malá verze Spider Masterminda, ale místo rudých očí má modré. Vystřeluje malé zelené koule plazmatu (stejně jako zbraň BFG9000, ale menší a slabší).
- Hell Knight – Vypadá stejně jako Baron of Hell, ale místo narůžovělé horní části těla jí má světle hnědou. Má i stejné útoky, taktéž vystřeluje koule zeleného ohně ze svých rukou, avšak uděluje poloviční poškození.
- Pain Elemental – Vypadá podobně jako Cacodemon, ale je hnědý, má dva tmavé rohy, rudé oko a dvě ruce. Z tlamy vystřeluje Lost Souly.
- Revenant – Kostlivec se stříbrným brněním přes hruď a dvěma malými kanóny na ramenech. Vystřeluje malé ohnivé rakety – buď rovně letící nebo naváděné.
- Mancubus – Hnědý, tlustý démon. Místo rukou má dva kanóny ze kterých vystřeluje silné ohnivé koule.
- Arch-vile – Vysoký, vyhublý, bělavý démon. Při útoku mu začnou hořet ruce a hlava. Vyvolá oheň přímo na hráčovi, který zapaluje svou vůlí. Má také schopnost oživovat mrtvá monstra, avšak pouze ta, po kterých zbylo tělo (neoživí tedy např. Lost Soula nebo Pain Elementala).
- Icon of Sin – Někdy nazýván také jako Final Boss. Je to boss celých obou her a vládce pekla. Vypadá pouze jako šedá hlava podobná kozlí. Má veliké bílé oči a je do něj nabodáno pár kabelů. Na čele má pomocí tří řetězů rozevřenou obdélníkovou ránu, což je jeho jediná slabina. Lze jej zlikvidovat třemi výstřely z raketometu, pokud přesně zasáhnou právě tuto ránu (správné zamíření je však možné pouze z jedoucího výtahu). Z této rány vystřeluje jakési hnědé kostky, které po nárazu spawnou náhodného démona (není v ukázkách na konci hry).
- Wolfenstein 3D Nazi – Easter Egg. V úrovních Wolfenstein 3D a Hans Grosse. Vypadá zcela stejně jako nacista ze stejnojmenné hry Wolfenstein 3D a používá taky stejnou zbraň (není v ukázkách na konci hry).
- Commander Keen – Taktéž Easter Egg. V úrovni Hans Grosse. Vypadá jako Commander Keen ze stejnojmenné hry Commander Keen (není v ukázkách na konci hry).

## Zbraně
K zabíjení nepřátel slouží veliké množství zbraní, jsou jimi:
- Motorová pila + Pěsti (oboje jsou pod jednou klávesou)
- Pistole
- Brokovnice + Dvouhlavňová brokovnice (oboje jsou pod jednou klávesou)
- Rotační kulomet
- Raketomet
- Plazmová puška
- BFG9000 – Je to nejsilnější (v celé herní historii i nejspíš nejslavnější) zbraň schopná zabíjet hordy nepřátel. Jediným výstřelem lze zlikvidovat Barona of Hell, nebo desítky Zombiemanů či Impů. Třemi výstřely lze zlikvidovat Cyberdemona a pěti Spidera Masterminda. BFG je zkratka kterou Tom Hall (člen Id Software teamu) vysvětluje v dokumentech originální hry DOOM a v manuálu hry DOOM 2 jako Big Fucking Gun (Velká kurevská zbraň) . Tento název byl použit i ve filmové adaptaci hry DOOM. Ostatní výklady jsou například Bio Force Gun (Bio-silová zbraň) , Big Fragging Gun (Velká tříštící zbraň), Big Fat Gun (Velká tlustá zbraň), Big Fun Gun (Velká zábavná zbraň), či Blast Field Gun (Výbušná polní zbraň).

## Vylepšení
- Malá lékárna – Přidává 10 % do zdraví, do hranice 100 %
- Velká lékárna – Přidává 25 % do zdraví, do hranice 100 %
- Berserker – Přidá zdraví na 100 % a zvýší účinnost pěsti.
- Lahvička – Přidá zdraví o 1 %, do hranice 200 %
- Helma – Přidá brnění o 1 %, do hranice 200 %
- Nesmrtelnost
- Zelené brnění – Lehká kevlarová vesta, přidá 100 % brnění
- Modré brnění – Bitevní brnění, je 2× účinnější než zelené brnění, hodnota se zvýší na 200 %
- Skafandr – Ochrání vás na určitou dobu před kyselinou, lávou atd.
- Batoh – Zdvojnásobí počet unesených nábojů, přidává něco málo munice.
- Neviditelnost – Budete částečně neviditelní (vlnění vzduchu, asi jako spektra)
- Brýle nočního vidění
- Mapa
- Supercharge - přidá 100 % zdraví
- megasphere - přidá 200 % zdraví a 200% brnění
- radiation suit - umožňuje bezpečně chodit v lávě
- invulnerability - nesmrtelnost
- invisbility - neviditelnost

## Easter Egg
V úrovni 30 Icon of Sin je Easter Egg v podobě uťaté hlavy designéra Johna Romera, nabodnuté na kůlu. Lze ji spatřit pouze po použití cheatu IDCLIP a průchodu hlavou Icon of Sin. Střelbou do hlavy Johna Romera lze také dohrát úroveň 30.
V tajných úrovních 31 a 32 jsou úrovně 1 a 9 ze hry Wolfenstein 3D.
V tajné úrovni 32 jsou v dalších místnostech Commander Keens ze hry Commander Keen.

## Soundtrack
Doom II se ve shodě s prvním dílem vyznačuje charakteristickým a dnes již zlidovělým hudebním doprovodem, čerpajícím inspiraci v prvé řadě z trash metalu 80. a počátku 90. let. Pozorný posluchač při hraní obou her snadno rozpozná hudební motivy od skupin Pantera, konkrétně z alba Vulgar Display of Power z roku 1992 (skladby Mouth for War, Regular People [Conceit], Rise, This Love), Slayer (Behind the Crooked Cross, Criminally Insane) či Metallica (Master of Puppets), objevují se ale i mnohé další výpůjčky od rockových kapel jako Alice in Chains nebo Black Sabbath.